# Devínske alúvium Moravy
Devínske alúvium Moravy (słow. Chránený areál Devínske alúvium Moravy) – obszar chroniony (słow. chránený areál) nr 1072 na Słowacji, w kraju bratysławskim.

## Położenie
Obszar o powierzchni 253,16 hektara znajduje się we wschodniej części kraju bratysławskiego, na osi północ-południe, wzdłuż lewego brzegu rzeki Morawy. Północny kraniec obszaru znajduje się w rejonie wsi Devínske Jazero (na wysokości austriackiego Marchegg). W tym rejonie graniczy z CHKO Záhorie (parkiem krajobrazowym). W centralnej części tereny obszaru znajdują się na zachód od Devinskiej Nowej Wsi (części Bratysławy). Kraniec południowy dochodzi do Devína (również części Bratysławy).

## Przyroda
W 1999 ochroną przyrody objęto tereny zalewowe rzeki Morawy wraz z jej odgałęzieniami, a także łąki, bagna i lasy w ich sąsiedztwie. Bytuje tu wiele gatunków zwierząt, a wiele z nich jest rzadkich i zagrożonych. Powodem ochrony jest również konieczność zachowania typowego charakteru nizinnej równiny zalewowej. Na terenie obszaru znajduje się jaskinia.